# Camió militar

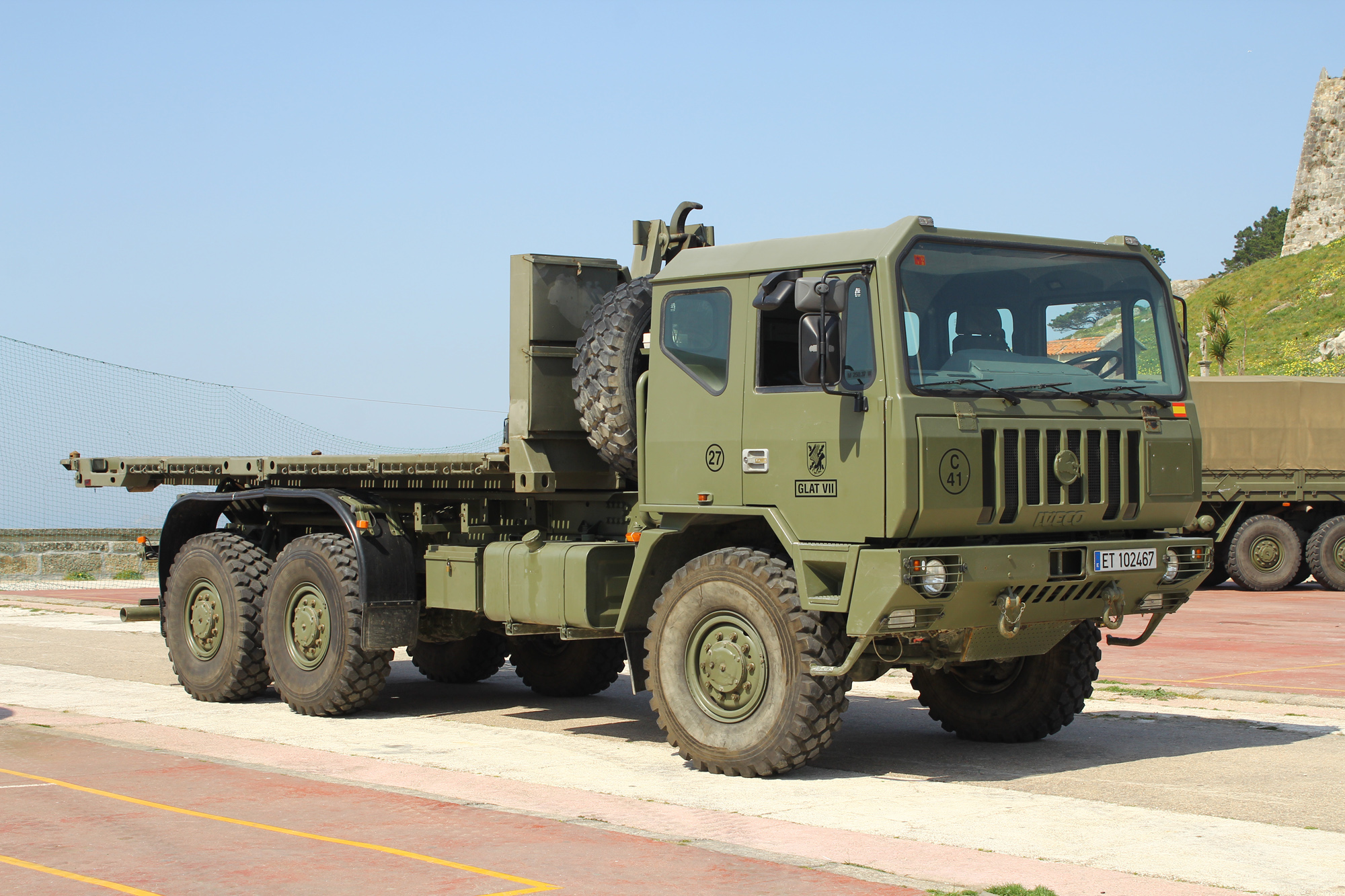
Camió militar Iveco de l'Exèrcit de Terra espanyol.

Un camió militar, és un vehicle a motor que ha estat dissenyat pel transport de tropes, combustible, i subministraments militars, fins al camp de batalla, per carreteres asfaltades, i camins de terra sense asfaltar. Diversos països han fabricat els seus propis models de camions militars, cadascun d'ells té unes característiques tècniques pròpies. Aquests vehicles estan adequats a les necessitats dels diferents exèrcits sobre el terreny. En general, aquests camions estan formats per un xassís, un motor, una transmissió, una cabina, una àrea per a la col·locació de la càrrega i l'equip, eixos de transmissió, suspensions, direcció, llantes, pneumàtics, sistema elèctric, pneumàtic, i hidràulic, un sistema de refrigeració del motor, i frens. Aquests vehicles, poden funcionar amb un motor de betzina, o amb un motor de gasoil (dièsel), hi ha vehicles amb tracció a les quatre rodes (4x4), amb sis rodes (6x6), amb vuit rodes (8x8), amb deu rodes (10x10), i fins i tot amb dotze rodes (12x12).